# Đại hội Điện ảnh Việt Nam quốc tế
Đại hội Điện ảnh Việt Nam Quốc tế (Viet Film Fest hay ViFF) là một đại hội điện ảnh diễn ra hai năm một lần do hai tổ chức phi lợi nhuận Hội Văn học Nghệ thuật Việt Mỹ (VAALA) và Hội Văn hóa Ngôn ngữ Việt Nam (VNLC) tổ chức bắt đầu từ năm 2003. ViFF thường diễn ra tại Đại học California tại Irvine và nhiều địa điểm quanh vùng Little Saigon của Quận Cam, California, Mỹ.
Vừa là một đại hội điện ảnh và vừa là một sinh hoạt cộng đồng người Việt tại Quận Cam, cho đến nay ViFF là đại hội điện ảnh duy nhất dành riêng cho các nhà làm phim gốc Việt trên toàn thế giới. Vì vậy, nhiều cuộn phim của nhiều nhà làm phim có gốc Việt, kể cả trong nước, đã tụ tập tại đây. Các phim của nhà đạo diễn Trần Anh Hùng, người đã được đề cử cho giải Oscar, đã được chiếu tại ViFF. Các lần première (công chiếu lần đầu tiên) đáng kể tại ViFF là lần première thế giới của phim First Morning (Buổi sáng đầu năm) của Victor Vu, và lần première Bắc Mỹ của phim Thung lũng hoang vắng của Phạm Nhuệ Giang.

## Đại hội Điện ảnh Việt Nam Quốc tế 2007
Đại hội Điện ảnh Việt Nam Quốc tế lần ba được tổ chức từ ngày 12 đến 15 tháng 4 và từ ngày 19 đến 22 tháng 4 năm 2007 tại trường Đại học California tại Irvine. Đại hội lần này trình chiếu 51 phim, bao gồm 13 phim dài (features) và 38 phim ngắn, trong đó phim Dòng máu anh hùng (The Rebel) do Charlie Nguyễn đạo diễn và Sống trong sợ hãi (Living in Fear) của đạo diễn Bùi Thạc Chuyên được chiếu lần đầu tiên (première), và phim Vượt sóng (Journey From The Fall) của đạo diễn Hàm Trần.

## Đại hội Điện ảnh Việt Nam Quốc tế 2009
Đại hội Điện ảnh Việt Nam Quốc tế lần 4 được tổ chức từ ngày 2 đến 5 tháng 4 và từ ngày 9 đến 12 tháng 4 năm 2009 tại khu vực trường Đại học California tại Irvin, trung tâm Film and Video Center của trường đại học UCI, rạp Edward University Cinema 6, trường đại học UCLA, và Viện Bảo Tàng Bowers, Santa Ana..

## Đại hội Điện ảnh Việt Nam Quốc tế 2011
Đại hội điện ảnh VIFF lần thứ 5, được tổ chức từ ngày 7 đến 17 tháng 4 năm 2011, với chủ đề "Bước tiến mới" ("Reel Momentum"), cũng là lớn nhất từ trước đến nay, với 67 phim được chiếu từ tổng số hơn 100 phim tham gia, trong đó có những phim như: Cánh đồng bất tận, Bẫy rồng, Antoine (phim tài liệu của nữ đạo diễn người Canada, Laura Bari), Saigon Electric ("Saigon Yo")....
Những phim được giải thưởng :
- Giải Trống Đồng cho phim truyện: Bi, Đừng sợ ! - đạo diễn Phan Đăng Di [5][6]
- Giải Trống Đồng cho phim ngắn: Phía Sau Cái Chết, đạo diễn Tạ Nguyên Hiệp
- Phim truyện bình chọn bởi khán giả: Touch, đạo diễn Minh Đức Nguyễn
- Phim ngắn bình chọn bởi khán giả: Fading Light (Theo Hướng Đèn Mà Đi), đạo diễn Thiện Đỗ; và Things You Don't Joke About, đạo diễn Việt Nguyễn
- Spotlight Award: Mother Fish (đạo diễn Đỗ Khoa)
- Nam nữ diễn viên xuất sắc: Đỗ Thị Hải Yến và Dustin Nguyễn trong phim Cánh đồng bất tận